# Ел Потреро (Арандас)
Ел Потреро (шп. El Potrero) насеље је у Мексику у савезној држави Халиско у општини Арандас. Насеље се налази на надморској висини од 2056 м.

## Становништво
Према подацима из 2010. године у насељу је живело 12 становника.

### Хронологија
| Година       | 2000       | 2005        | 2010 |
| ------------ | ---------- | ----------- | ---- |
| Становништво | 12 (6 / 6) | 21 (7 / 14) | 12   |

### Попис
| # | Индикатор                     | Вредност |
| - | ----------------------------- | -------- |
| 1 | Укупно домаћинстава           | 2        |
| 2 | Укупно насељених домаћинстава | 2        |
| 3 | Величина локације             | 1        |